# Església de l'Assumpció de l'Alcora
L'Església de l'Assumpció de l'Alcora (l'Alcalatén, País Valencià) és un temple catòlic construït entre els segles xv i xix, diferenciant-se quatre etapes constructives: gòtic (s. XV), renaixentista (s. XVI), la Capella del Sagrari (s. XVII) i finalment el segle xix.
Localitzada al carrer de l'Església de la població, compta amb dues façanes, una als peus de l'edifici i renovada el 1901, i una segona més antiga i d'estil renaixentista al costat de l'epístola amb portada en forma de retaule que conté tres fornícules de conquilla, amb la verge titular, Sant Pere i Sant Joan (actualment desaparegut).
La volta és de canó estavellat i nervis de pedra. En les claus de l'absis i volta, disposa d'ornaments barrocs policromats i daurats. La torre campanar va ser reconstruïda després de la guerra civil.
Està catalogada com Bé de Rellevància Local, amb la categoria de Monument d'Interès Local i codi identificatiu: 12.04.005-011, segons la Disposició Addicional Cinquena de la Llei 5/2007, de 9 de febrer, de la Generalitat, de modificació de la Llei 4/1998, d'11 de juny, del Patrimoni Cultural Valencià (DOCV Núm. 5.449 / 13/02/2007).